# Robb Flynn
Lawrence Matthew Cardine, noto anche con lo pseudonimo di Robert "Robb" Flynn (Oakland, 19 luglio 1967), è un cantante e chitarrista statunitense, fondatore e leader del gruppo groove metal Machine Head.

## Biografia
Essendo un figlio adottivo, i genitori lo chiamarono Robert Flynn. Nella prima parte della sua carriera si faceva chiamare Robb ma negli ultimi anni è conosciuto come Robert.
All'età di 17 anni entra nei Forbidden, una thrash metal band recentemente riunita dopo anni di stop, dove militava anche Paul Bostaph, ex batterista dei Testament, ora negli Slayer. Nei Forbidden, Flynn militò per pochi mesi e venne reclutato successivamente in un'altra thrash metal band chiamata Vio-lence, dove diede un buon contributo nella composizione di Eternal Nightmare (1989), album che a quel tempo riscosse un buon successo.
Dopo qualche anno lascia i Vio-lence per formare una band tutta sua, i Machine Head, occupando sia il posto di cantante che di chitarrista. Il primo album in studio, Burn My Eyes (1994), fu il loro disco di maggior successo.
Dopo aver pubblicato il loro secondo disco, i Machine Head rivoluzionano il loro sound, allontanandosi dal thrash e abbracciando sonorità nu metal. A causa di ciò, ci fu anche uno scontro tra Flynn e Kerry King, chitarrista degli Slayer. King apprezzò molto Burn My Eyes, tanto da volerli portare in tour con gli Slayer. I rapporti tra i due gruppi, tuttavia, si incrinarono quando King criticò la svolta musicale attuata dal gruppo.
The Blackening, sesto album della band, una volta uscito nel 2007, ha ricevuto parecchie critiche positive, ricevendo anche una nomina al Grammy. Il disco, come il suo predecessore Through the Ashes of Empires, è prodotto da Robb stesso.
Il leader della band ha partecipato inoltre all'album Roadrunner United della Roadrunner Records per il 25º anniversario dalla nascita dell'etichetta.

## Discografia

### Con i Forbidden Evil
- 1985 – Demo 1985 (demo)
- 1985 – Rehearsal 85 (demo)
- 1986 – Endless Slaughter (demo)

### Con i Vio-lence
- 1988 – Eternal Nightmare
- 1988 – Rough Demo (demo)
- 1990 – Oppressing the Masses
- 1991 – Torture Tactics (EP)
- 1993 – Nothing to Gain
- 2006 – Blood & Dirt (video) (chitarra nel video Live at The Stone 1987)

### Con i Machine Head
- 1994 – Burn My Eyes
- 1997 – The More Things Change...
- 1999 – The Burning Red
- 2001 – Supercharger
- 2002 – Hellalive (album dal vivo)
- 2004 – Through the Ashes of Empires
- 2007 – The Blackening
- 2011 – Unto the Locust
- 2012 – Machine Fucking Head Live (album dal vivo)
- 2014 – Bloodstone & Diamonds
- 2018 – Catharsis
- 2019 – Live at Dynamo Open Air 1997 (album dal vivo)
- 2022 – Of Kingdom and Crown
- 2025 – Unatoned

### Collaborazioni
- 1988 – Roadrunner United - The All-Star Sessions (voce e chitarra nei brani The Dagger; chitarra e tastiere nei brani Independent e The Rich Man; chitarra nel brano Army of the Sun)
- 1988 – Exodus - Another Lesson in Violence (chitarra nel brano A Lesson in Violence)
- 1995 – Slayer - Live Intrusion (chitarra e voce nel brano Witching Hour)
- 1998 – Earth Crisis - Breed the Killers (voce nel brano One Against All)
- 2003 – Artisti vari - Hazy Dreams (Not Just) A Jimi Hendrix Tribute (voce nel brano Castles Made Of Sand)
- 2008 – Roadrunner United - The Concert (voce nei brani Pull Harder On The Strings Of Your Martyr, The Dagger, Refuse/Resist, Surfacing, Davidian e Roots Bloody Roots)
- 2014 – Suicide Silence - Ending Is The Beginning (The Mitch Lucker Memorial Show - 12.21.12) (voce nel brano Die Young)
- 2021 – Oceans - We Are Nøt Okay (voce nel brano Everyone I Love Is Broken)